# Ontario Highway 69
Der Highway 69 in der kanadischen Provinz Ontario hat eine Länge von 205 km. Er beginnt südlich von Sudbury und endet bei Georgian Bay.

## Streckenverlauf
Der Highway beginnt als Abzweig vom Highway 17 in südlicher Richtung bei Sudbury. Die ersten 6 km ist der Highway vierspurig ausgebaut, jedoch ohne Fahrstreifentrennung, die folgenden 19 km wurden bereits im Freeway-Standard als Neubaustrecke ausgeführt. Im nachfolgenden Abschnitt hat der Ausbau als Freeway begonnen und soll bis 2015 abgeschlossen sein. Weitere Abschnitte nach Süden sollen in den kommenden Jahren modernisiert werden. 8 km südlich vom French River verläuft der Highway entlang der Westgrenze des Grundy Lake Provincial Parks. Nördlich von Nobel beginnt die Neubaustrecke, damit endet Highway 69 und wird als Highway 400 nach Toronto fortgesetzt.